# Rue Henri-Brisson
La rue Henri-Brisson est une voie du 18e arrondissement de Paris, en France.

## Situation et accès
La rue Henri-Brisson est une voie publique située dans le 18e arrondissement de Paris. Elle débute au 1, rue Jean-Varenne et se termine au 12, rue Arthur-Ranc.

## Origine du nom

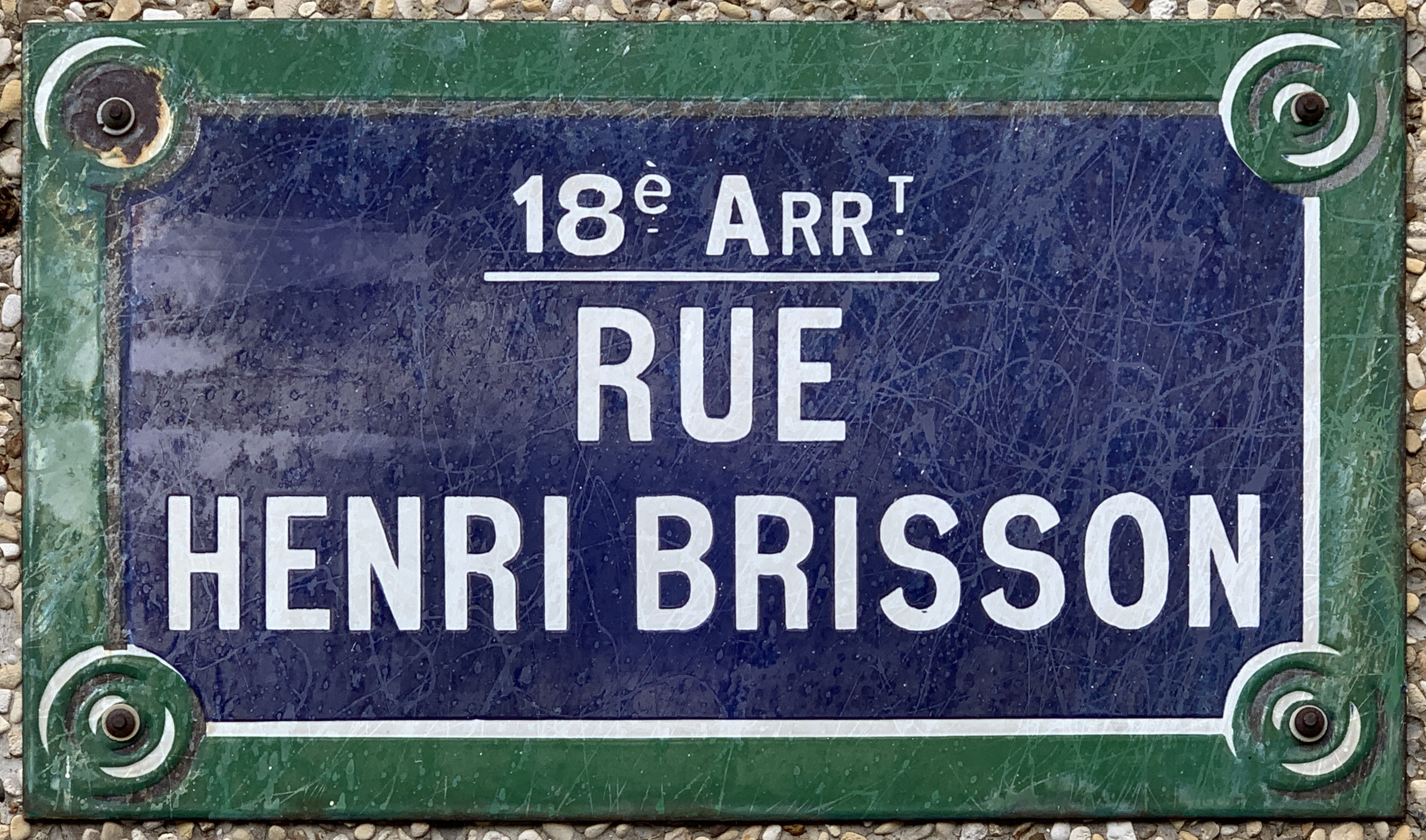
Plaque de la rue.

Elle porte le nom de l’homme politique Eugène Henri Brisson (1835-1912).

## Historique
Cette voie a été ouverte, par la ville de Paris, sous sa dénomination actuelle par un arrêté du 12 octobre 1928, sur l’emplacement du bastion no 38 de l’enceinte de Thiers.
Elle est classée dans la voirie parisienne par un arrêté du 11 octobre 1932.